# Italië op het Eurovisiesongfestival 1980
Italië deed mee aan het Eurovisiesongfestival 1980 in Den Haag (Nederland). Het was de vijfentwintigste deelname van het land.

## Nationale selectie
Net zoals de voorbije jaren besloot de RAI, de Italiaanse nationale omroep, hun kandidaat voor het Eurovisiesongfestival intern te kiezen. Er werd gekozen voor Allan Sorenti met het lied Non so che darei.

## In Den Haag
In Den Haag moest Italië aantreden als zesde net na Marokko en voor Denemarken.
Op het einde van de puntentelling bleek dat Allan Sorenti op een 6de plaats was geëindigd met 87 punten.
Nederland had 1 punt over en België 10 punten voor deze inzending.

### Gekregen punten

#### Finale
| 12 punten  | 10 punten                  | 8 punten      | 7 punten                                                     | 6 punten            |
| ---------- | -------------------------- | ------------- | ------------------------------------------------------------ | ------------------- |
| - Portugal | - België - Spanje - Zweden | - Zwitserland | - Duitsland                                                  | - Finland - Turkije |
| 5 punten   | 4 punten                   | 3 punten      | 2 punten                                                     | 1 punt              |
|            | - Verenigd Koninkrijk      | - Denemarken  | - Frankrijk - Griekenland - Ierland - Noorwegen - Oostenrijk | - Nederland         |

### Punten gegeven door Italië

#### Finale
Punten gegeven in de finale:
| 12 punten | Duitsland   |
| 10 punten | Portugal    |
| 8 punten  | Turkije     |
| 7 punten  | Marokko     |
| 6 punten  | Spanje      |
| 5 punten  | Zweden      |
| 4 punten  | Oostenrijk  |
| 3 punten  | Zwitserland |
| 2 punten  | Griekenland |
| 1 punt    | Ierland     |

1956 · 1957 · 1958 · 1959 · 1960 · 1961 · 1962 · 1963 · 1964 · 1965 · 1966 · 1967 · 1968 · 1969 · 1970 · 1971 · 1972 · 1973 · 1974 · 1975 · 1976 · 1977 · 1978 · 1979 · 1980 · 1981-1982 · 1983 · 1984 · 1985 · 1986 · 1987 · 1988 · 1989 · 1990 · 1991 · 1992 · 1993 · 1994-1996 · 1997 · 1998-2010 · 2011 · 2012 · 2013 · 2014 · 2015 · 2016 · 2017 · 2018 · 2019 · 2020 · 2021 · 2022 · 2023 · 2024 · 2025